# Xandrames mulsa
Xandrames mulsa là một loài bướm đêm trong họ Geometridae.